# Clytomanningus molaris
Clytomanningus molaris is een garnalensoort uit de familie van de Processidae. De wetenschappelijke naam van de soort is voor het eerst geldig gepubliceerd in 1955 door Chace.